# Kostel Nejsvětější Trojice (Těšetice)
Kostel Nejsvětější Trojice je římskokatolický chrám v obci Těšetice v okrese Znojmo. Je chráněn jako kulturní památka České republiky.
Kostel je jednolodní stavba s pravoúhle zakončeným kněžištěm s přístavky po obou stranách. V západním průčelí je hranolová věž. Fasády jsou nečleněné, nad západním průčelím se nachází trojúhelníkový kříž. Kostel si doposud zachoval jeho výrazové formy (půdorys a ostatní tvarování kostela jsou základními geometrickými obrazci – čtverec, obdélník, půlkruh – okna, klenby). Kostel tvoří dominantu obce.

Kostel, který prošel v roce 2011 důkladnou opravou, zvítězil v roce 2012 v hlasování soutěže "Nejlépe opravená památka Jihomoravského kraje".
Jde o farní kostel farnosti Těšetice u Znojma.